# Josias Philip Hoffman

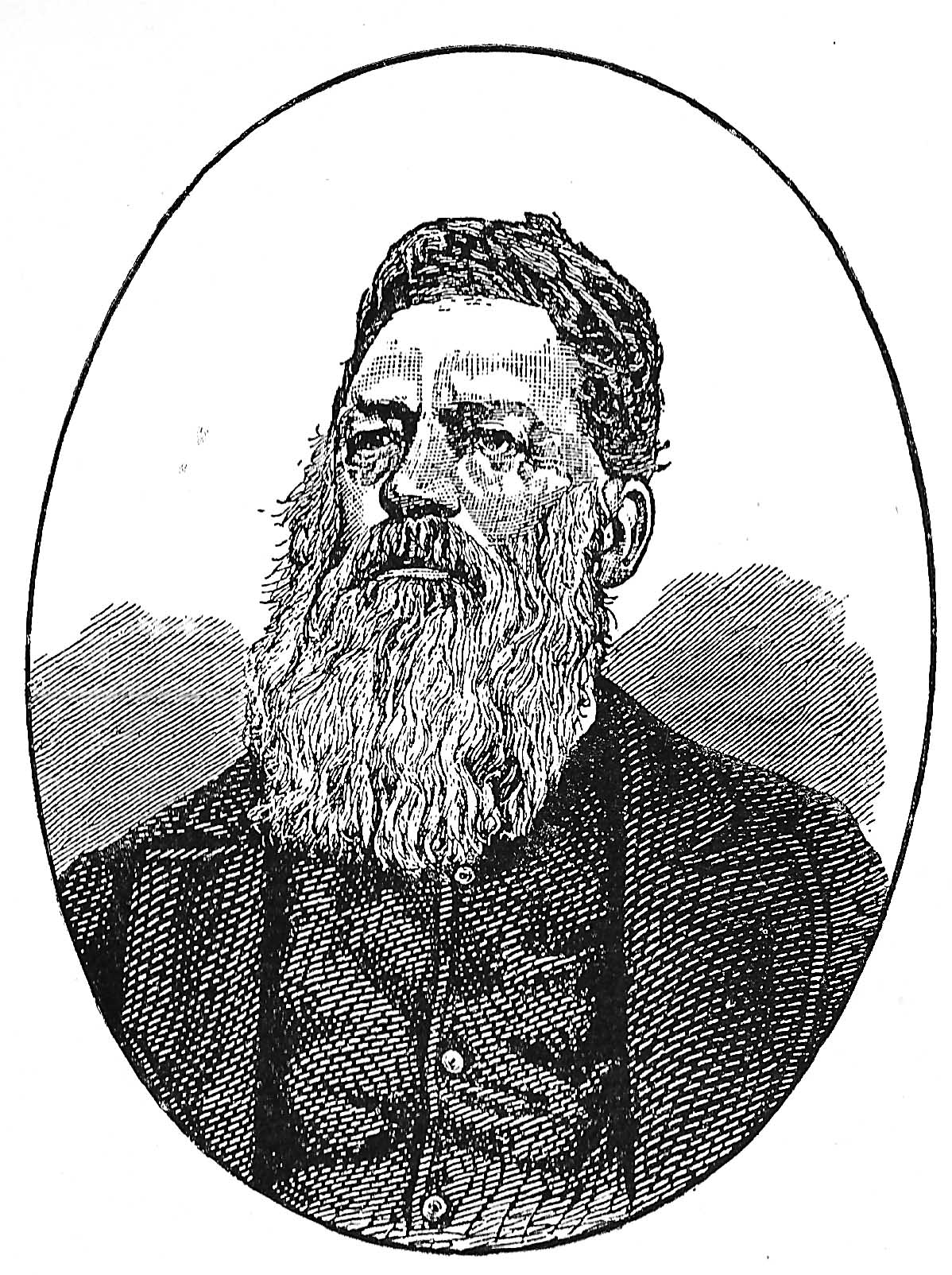
Josias Philip Hoffman

Josias Philip Hoffman (ur. 30 grudnia 1807 w Stellenbosch, w Kolonii Przylądkowej, zm. 13 października 1879 w Slootkraal, w Oranii) – burski polityk.
Był bliskim współpracownikiem władcy Basuto Moshoeshoe I. Handlował bronią, prochem i amunicją. Od lutego do marca 1854 stał na czele prowizorycznego rządu Wolnego Państwa Orania, od marca do kwietnia 1854 przewodniczył Volksraadowi tej republiki, następnie zaś (do 1855) był jej pierwszym prezydentem. Został zmuszony do ustąpienia przez przeciwników politycznych.